# Jeux vidéo Linux
Il existe de nombreux jeux vidéo, gratuits ou payants, libres (tout usage autorisé), open-source (code source disponible) ou propriétaires (source fermée avec restrictions d'usage). Traditionnellement, le système d'exploitation GNU/Linux est surtout utilisé sur des serveurs, mais ses créateurs et contributeurs le développent pour qu'il puisse être utile à un grand public, notamment via les ordinateurs de bureau (desktop), où le jeu est une activité populaire.
Il y a de nombreux jeux libres, due notamment aux plateformes numériques de publication de jeux, permettant aux éditeurs d'y vendre leurs créations sous forme dématérialisée (fichiers à télécharger) voire de fédérer une communauté. On peut notamment compter, Steam, Gog, Desura, Itch.io, Greenlight, Indie Game Stand, Green Man Gaming, GamesPlanet, Indie Bundle, Bundle Stars, Humble Bundle…  
Depuis 2013 la société américaine Valve a aidé à amener de très nombreux jeux propriétaires vers Linux (3 000 en février 2017), via son magasin Steam, dont beaucoup de grands succès commerciaux. Steam est la plus connue des plateformes de publication vidéoludique[réf. nécessaire].
De manière générale, ces plateformes sont rarement restreintes à des jeux Linux, ie. elles diffusent des jeux dont la société créatrice a fait l'effort de créer une version Linux de son jeu, sans y être limitée (souvent : le jeu est codé pour Windows & Linux). Par ailleurs, la multiplicité des formes de Linux (les « distributions ») rend complexe le développement et l'empaquetage de jeux pour Linux (préparation du programme sous forme d'un unique fichier, tel les .apk sous Android). Il existe en effet de nombreux formats d’exécutables (.deb, .rpm…), et plusieurs gestionnaires de paquets. Lorsqu'un jeu est annoncé « pour Linux », il faut souvent comprendre « Ubuntu/Mint ou autre Debian » qui sont trois distributions Linux très populaires, fonctionnant sur le même format de paquet. De plus, des problèmes de compatibilité matérielle freinent l'essor du jeu vidéo sous Linux : reconnaissance des manettes ou accessoires de jeux, support des cartes graphiques...
Certains gamers utilisent des programmes qui exécutent l'API (interface de programmation) Windows sous Linux. Il en existe plusieurs mises en œuvre, dont certaines spécialement pour les jeux, permettant ainsi de faire fonctionner de nombreux jeux conçus pour Windows, dans des environnements comme Cedega et WINE. D'autres utilisent parallèlement Windows sur le même ordinateur grâce au multiple-amorçage ou à la virtualisation.

## Historique des jeux vidéo sous Linux
Les grands jeux vidéo commerciaux sous un autre système d'exploitation que ceux de distribués pour Microsoft Windows ont été rares pendant très longtemps, ce qui s'explique par la situation quasi-monopolistique de cet OS sur le marché des ordinateurs de bureaux ou des laptops. La part de marché de Windows était de 95 % en 2007, et a légèrement baissé pour atteindre 92 % en 2013. Partant de ce constat, les entreprises développant des jeux vidéo privilégient naturellement la plate-forme Windows puisqu’elle touche la quasi-totalité des acheteurs potentiels, mais également parce que Windows fait office de normalisation. Ce choix engendre également des économies d'échelle et de conception; un jeu n'est développé que pour une plate-forme et vendu en grand nombre, tandis que parallèlement, les coûts de portage sur d'autres systèmes d'exploitation sont nuls. Dans le même ordre d'idées, les constructeurs, notamment de cartes graphiques suivaient le même raisonnement pour leurs pilotes graphiques. Cette situation de monopole s'est auto-entretenue jusqu'à la fin des années 2000, privant les OS alternatifs, autant Linux que Mac OS de la disponibilité de gros titres commerciaux.
Néanmoins, Apple connaît un succès croissant sur plusieurs de ses produits, notamment ses ordinateurs, préférés entre autres pour l'interface et la meilleure stabilité supposée. Cela a poussé Steam, la plus grande plate-forme de distribution de jeux vidéo en ligne, à développer une version pour Mac OS X en 2010.

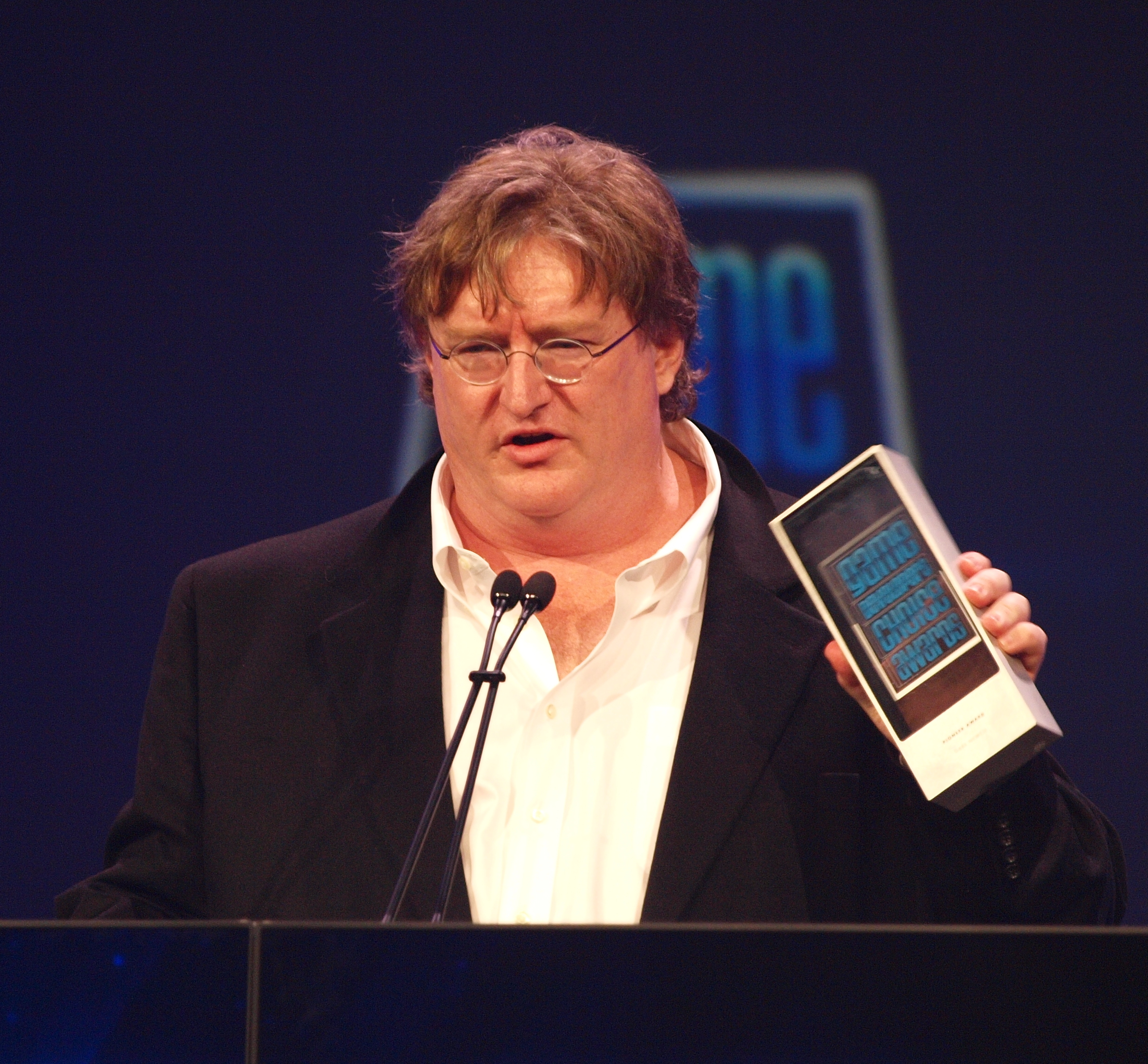
Le cofondateur de Valve, Gabe Newell : Linux et l'open-source sont le futur du jeu-vidéo.

Quant à Linux, la situation ne change pas en termes de part de marché, mais la politique de Microsoft pousse Steam à faire de même avec Linux, en se basant sur Ubuntu comme OS référent. En effet, selon le PDG Gabe Newell, « Windows 8 est une catastrophe ». Cette « catastrophe » s'explique en grande partie par deux stratégies de Microsoft. Premièrement, l'orientation vers l'interface tactile à outrance, jugée impropre aux jeux vidéo selon lui : « Le tactile, c'est sympa sur un téléphone, mais ce n'est pas du tout adapté au jeu vidéo tel que nous l'aimons ». La deuxième stratégie rejetée est celle de la fermeture de Windows 8, toujours plus verrouillé, ce qui aurait tendance à nuire à la fois à Windows 8 lui-même, mais surtout aux jeux vidéo, et plus particulièrement à Steam. À ce propos, il ajoute qu'« En regardant cette plateforme chez Valve, on n'a de cesse de penser qu'elle est trop fermée. Nous sommes des passagers clandestins, on aime bénéficier de tout le PC et de tout Internet, sans limites ni blocages. Or Windows 8, ce n'est pas une plateforme ouverte ». C'est à cette époque que Valve commence à développer SteamOS, une distribution Linux orientée jeux vidéo en optimisant l'intégration de Steam.
Selon d'autres analyses, il s'agirait plus précisément de la mise en place du Windows store qui concurrencerait déloyalement Steam, tout en imposant illégitimement des restrictions en vertu de la position dominante de Microsoft, avant tout maître de son système d'exploitation. Plus généralement, il est fréquemment constaté que Windows 8 est un produit de Microsoft à la fois peu populaire et peu installé.
Un autre grand acteur du jeu vidéo contribue également au changement dans ce domaine; Nvidia, leader du marché des circuits graphiques revoit sa politique de publication des pilotes en faveur du monde du logiciel libre. En effet, son grand concurrent AMD a remporté le marché des cartes graphiques équipant les nouvelles consoles de jeux vidéo, à la fois la PlayStation 4 de Sony et la Xbox One de Microsoft. Pour compenser ce cuisant désastre, Nvidia cherche donc à s'ouvrir un nouveau marché en développant plus volontairement ses pilotes graphiques pour Linux (et donc SteamOS), dont les joueurs pourraient être de futurs clients,.
Cette période de bouleversement se poursuit avec l'annonce en octobre 2013 d'Electronic Arts, par l'intermédiaire de DICE de porter le moteur de jeu Frostbite 3 sur Linux, avec peut-être la possibilité ultérieure de jouer à Battlefield sous Linux.
Pendant l'annonce de SteamOS, à la LinuxCon 2013 à Édimbourg, Linus Torvalds a dit « J’aime les annonces SteamOS » et « Je pense que c’est une chance qui pourrait vraiment aider Linux sur les ordinateurs de bureau ».
Depuis 2014, le jeu sur Linux connaît un grand saut grâce à Valve et son SteamOS : le système d'exploitation Linux conçu pour jouer.
Grâce aux efforts de Valve, de nombreux jeux vidéo grand public comme Left 4 Dead, Portal ou Half-Life sont maintenant disponible sur SteamOS, Debian, tous ses dérivés comme Ubuntu ou Linux Mint et de manière générale sur tous les systèmes linux.

## Jeux libres
Les jeux vidéo libres sont des logiciels libres.
De plus en plus de jeux en tous genres font leur apparition dans cette famille, mais les plus connus sont ceux mettant en vedette Tux (Tux Racer et SuperTux), 0 A. D. et La Bataille pour Wesnoth.

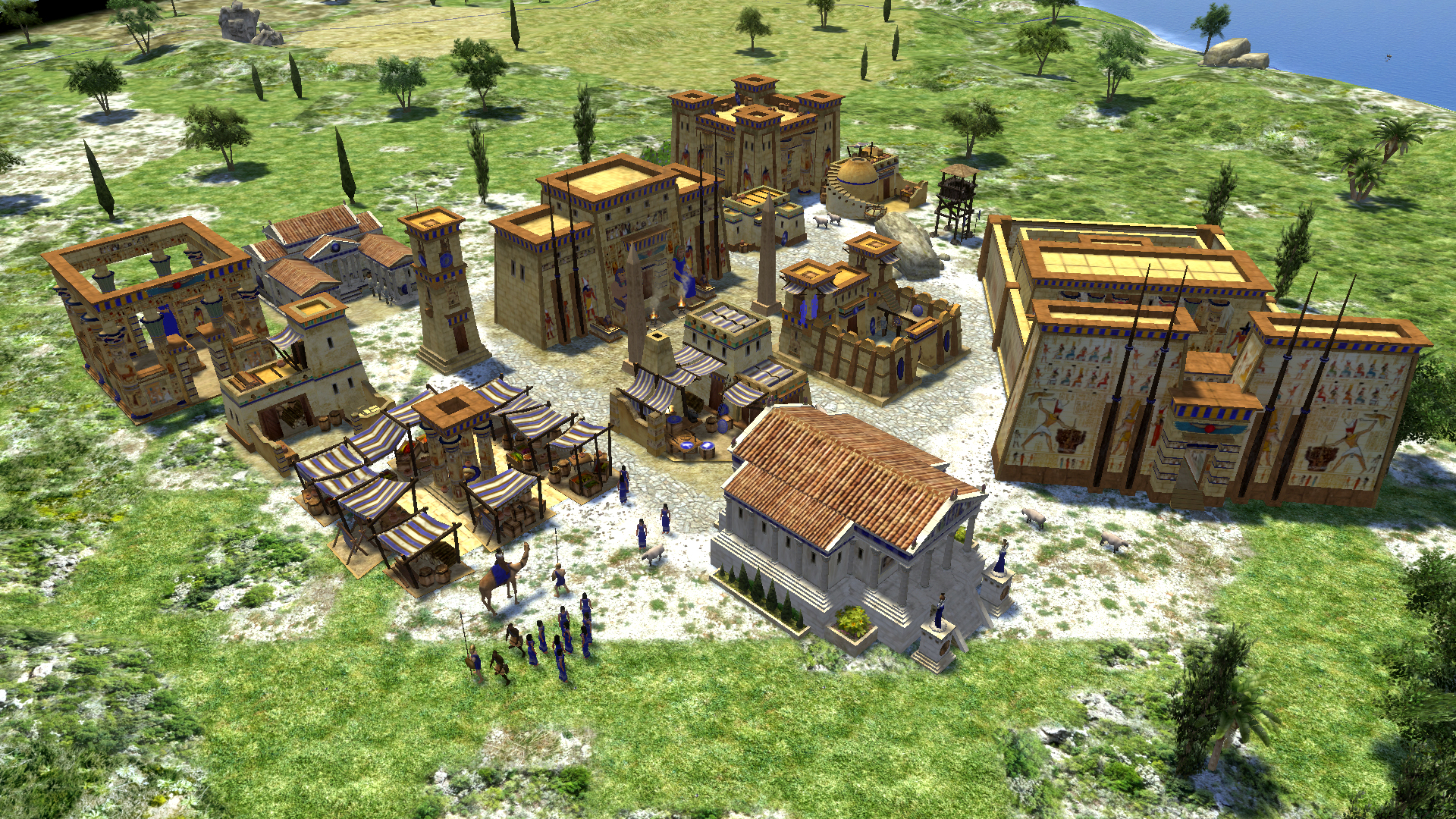
0 A.D.
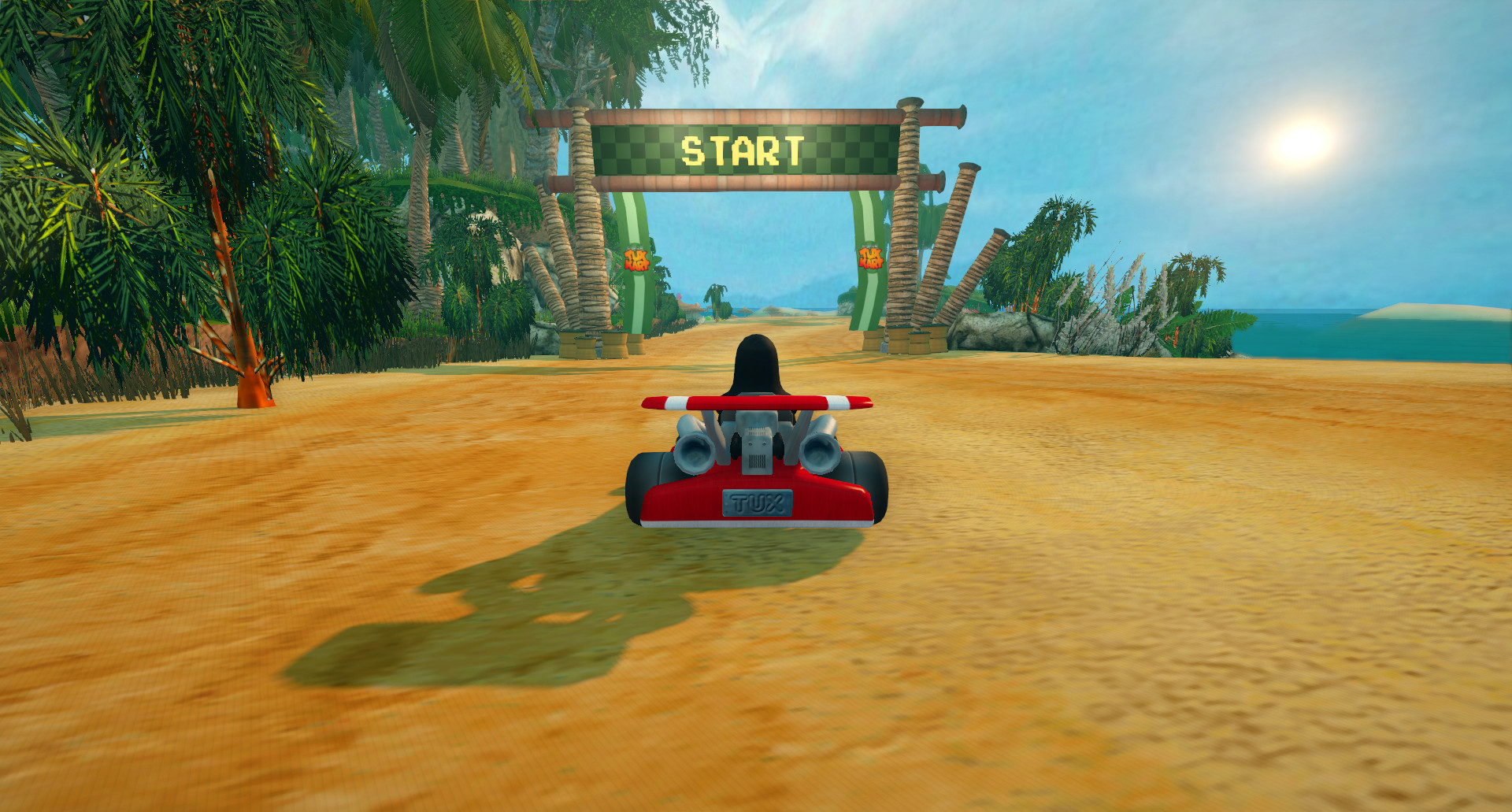
SuperTuxKart
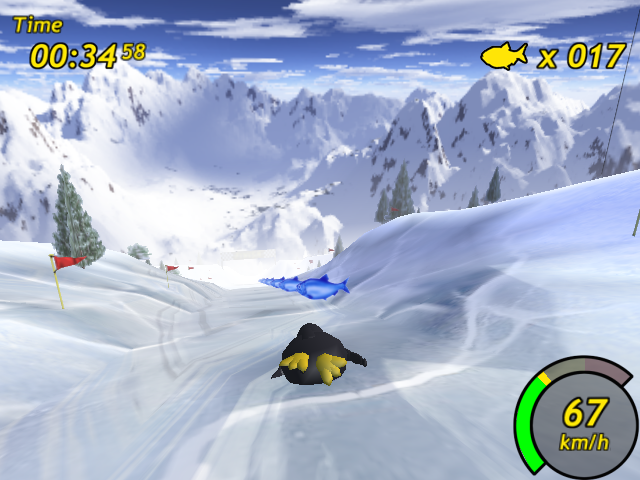
Tux Racer

## Jeux propriétaires
Certains jeux sont développés dans le but d'être multi-plateformes, alors que d'autres résultent d'un portage de l'éditeur du jeu sur la plate-forme Linux. Ces derniers sont potentiellement moins optimisés que sur leur plateforme originale et peuvent offrir de moins bonnes performances. Feral Interactive est un des plus gros éditeurs de ports de jeux sous Linux.
Contrairement aux jeux libres quasiment tous gratuits, la plupart des jeux propriétaires sont payants. Certains viennent également avec des restrictions numériques en plus de ne pas offrir à leur utilisateur les libertés qu'un jeu libre permet d'obtenir pour ce qui est de la libre redistribution et modification du code. Les éditeurs de jeux ne rendent disponibles leurs produits que très rarement sous Linux (non pas que cela soit techniquement impossible, mais ils considèrent que cela est trop peu intéressant pour eux au niveau commercial). De plus, ils se cantonnent généralement à des binaires pour processeurs x86.[réf. nécessaire]

## Moteurs de jeux
Il existe différents moteurs de jeu libres, ou non fonctionnant sous Linux.
Certains moteurs ont été faits pour émuler des moteurs propriétaires et ainsi pouvoir faire fonctionner des jeux existants sur des anciens systèmes mais abandonnés. Il s'agit donc là de moteurs libres pour des jeux propriétaires, généralement en abandonware. Il n'est pas rare, que comme pour les émulateurs de consoles ou d'ordinateurs, des amateurs développent des jeux pour ces moteurs.
C'est le cas de :
- Frotz, un émulateur de fiction interactive en texte pour les jeux Z-machine d'Infocom.
- ScummVM, permettant de faire fonctionner les jeux d'aventure graphique de Lucas Art.

Il existe également des moteurs de jeux libre, servant en premier lieu à créer de nouveaux jeux, libres ou propriétaires.
- Cube, un moteur de jeux 3d
- Blender Game Engine, un moteur de jeu 3d.

## Fantasy console et Fantasy computer
Dans les années 2010 sont apparues les fantasy console (console fantaisiste), ou fantasy computer (ordinateur fantaisiste), des moteurs de jeux s'apparentant sous forme de machines virtuelles, simulant des consoles aux capacités limitées. Généralement inspiré des limitations des consoles 8 bits (gros pixels et résolution basse, son et musique limités chiptune). Ces fantasy consoles ou computer, sont généralement multiplateformes (Linux, macOS, Windows, Android, etc. et fonctionnent également en HTML5 dans un navigateur). Elle intègrent également tous les outils pour le développement d'applications au sein de la machine virtuelle.
Les applications ou jeux, sont distribués à la manière des cartouches des consoles, sous forme de fichier que l'on peut importer ou exporter, et il est possible pour certaines d'entre elles d'en faire.
- Pico-8 (propriétaire), elle permet la programmation en langage Lua[16].
- TIC-80, libre, programmation en langage Lua, permet d'exporter vers HTML5, et binaires Linux, Android[17],
- Bitsy, en HTML5 uniquement, 4 couleurs, pas de langage de programmation supporté, tout se fait via l'interface.
- Pixel Vision 8 (ou PV8, prorpriétaire et payante), programmation en Lua, uniquement version Linux, macOS et Windows[18].
- LIKO-12 (libre), inspiré de Pico-8
- Voxatron (propriétaire, par les auteurs de Pico-8), console 3d basé sur le principe des voxels[19]
- PX8 (Libre), écrite en Rust, supporte les langage Python et Lua. Il est également possible de la programmer en Rust en l'utilisant comme bibliothèque, mais pas dans ses cartouches[20]
- Tako 80 (libre), inspiré par Pico-80, développement en language JavaScript[21]
- VectorBoy (libre mais sur moteur propriétaire Unity, fonctionne sous Windows (et Wine) uniquement, mais probablement portable), simule une console de jeu portable (représentée en 3D à l'écran) comportant des jeux vectoriels en fil de fer[22].

Il existe un game jam autour de ces machines virtuelles appelé Fantasy console jame jam

## Outils
Divers outils, gratuits ou payants permettent de faire marcher beaucoup d'autres jeux sous Linux, natifs Windows ou DOS (Warcraft 3, Diablo 2…) :
- Wine : libre et gratuit, imtègre les couches logicielles nécessaires a l'exécution des jeux Windows. Il gère maintenant une grande partie de DirectX ainsi que le support de certaines protections de jeu.
- CrossOver est un logiciel privateur et payant, reprenant le code source gratuit de Wine, auquel sont ajoutées certaines fonctionnalités
- PlayOnLinux : programme graphique basé sur Wine qui permet d'installer et de lancer des jeux (mais aussi des logiciels) plus facilement.
- Linux Installer for Linux Gamers[24] aide à installer et mettre à jour des jeux.
- Cedega : intègre la quasi-totalité de DirectX ainsi que toutes les protections de jeux. Il est payant pour la version en package (RPM et DEB), mais la version CVS, qui ne contient pas d'interface graphique ni de code pour passer les systèmes de protection de jeux, est gratuite. Il était appelé WineX ;
- ScummVM : interpréteur (Scumm Virtual Machine) qui permet de faire fonctionner les jeux d'aventure basés sur le moteur de rendu scumm et qui fonctionnaient anciennement sous MS-DOS ;
- DosBox : c'est un émulateur qui lance un environnement DOS. Il permet de faire tourner de vieux jeux MS-DOS comme The Incredible Machine ;
- GemRB : C'est une version open-source du moteur de BioWare le Infinity Engine qui permet de jouer sur Linux aux vénérables Baldur's Gate, Planescape: Torment ou encore Icewind Dale.
- SteamOS est un système d'exploitation essentiellement open-source (certains bouts de code restent obscurs) qui vise à créer un environnement dédié au jeu (tous les jeux Linux vendus sur Steam, sont utilisables dans SteamOS)

## Autres logiciels liés aux jeux Linux
- Plusieurs plate-formes de vente/distribution proposent un logiciel (un client) de type gestionnaire de jeu pour gérer ses achats et catalogue personnels, en plus du site web (le client web) : Itch (paquetages aur, deb, rpm)[25], Galaxy (GOG)[26], Desirium[27] (Desura)[28] au moins jusque son rachat par OnePlay[29], Steam (aussi pour terminaux mobiles)[30]. Ironiquement, certaines de ces applications peuvent n'être compatible que avec certaines distributions Linux (Desura sur Ubuntu[31]/Debian), ou pas encore développée pour Linux (Galaxy).
- Parmi les catalogues non marchands, on peut nommer Lutris[32], et le défunt Djl ("Des Jeux Linux")[33],[34].
- LinuxConsole est une distribution GNU+Linux légère et qui contient des jeux et logiciels éducatifs pré-installés.
- Lakka est une distribution GNU+Linux transformant un PC en multiples consoles de jeux vintages (rétro-gaming jusque Sega Dreamcast, Nintendo 64 et Sony Playstation)[35].
- Le site web Le Bottin des Jeux Linux propose une version hors-ligne de son catalogue (environ 3680 jeux référencés), sous forme d'une archive[36] pour le logiciel Tellico. Ceci permet de le consulter sans connexion Internet.
- Voir aussi le service PlayDeb.net[37], base de données de jeux compatibles Ubuntu (projet dérivé de GetDeb.net (en)).